# ألان جوزيف آدمسون
ألان جوزيف آدمسون هو سياسي كندي، ولد في 1 أغسطس 1857 في جمهورية أيرلندا، وتوفي في 4 أبريل 1928. حزبياً، نشط في الحزب الليبرالي الكندي. وقد انتخب عضو مجلس العموم الكندي.